# 石龙刍
石龙刍（学名：Lepironia articulata），又名交荐草、蒲草，为莎草科石龙刍属下的一个种。原产于马达加斯加、热带亚洲和波利尼西亚等地。

## 扩展阅读
- 維基物種上的相關：石龙刍

## 外部連結
[在维基数据编辑]
 《欽定古今圖書集成·博物彙編·草木典·石龍芻部》，出自陈梦雷《古今圖書集成》
 《植物名實圖考·石龍芻》，出自吳其濬《植物名實圖考》
1. ↑  . 中国数字植物标本馆. （原始内容存档于2012-04-11）.